# 三井美代子
三井 美代子（みつい みよこ、1919年1月23日 - 2007年4月28日）は日本の陸上競技選手。結婚後の姓は井上（いのうえ）。走高跳から始めて障害走（ハードル）に転向し、80mハードルで1936年ベルリンオリンピックに出場した。東京府生まれ、静岡県育ちで、競泳の古田つね子と並ぶ静岡県初の女子オリンピック選手である。
「日本陸上競技界の至宝」、「ミス陸上」の異名を持っていた。

## 経歴

### 才能の開花（1919-1935）
1919年（大正8年）1月23日、東京にて3人きょうだい（兄・姉）の末っ子として生まれる。父・三井純一は慶應義塾大学卒の電力会社社員で、三井家はたびたび引っ越しし、美代子が小学4年生の時に静岡県沼津市に居を移した。学生時代野球部員だった純一は、沼津市体育協会理事を務めるなどスポーツに熱心な人物であった。
尋常小学校時代はスポーツで特に目立った実績を残していないが、静岡県立沼津高等女学校（沼津高女、現・静岡県立沼津西高等学校）へ進学後、同校の体操教師・塩飽吾一が「跳び方が不思議に軽く関節のバネが非常に強い」のを見い出した。塩飽が見い出した時点ではまだ記録は平凡だったが将来性を見込まれて、2年生になった1932年（昭和7年）に静岡県下女子中等学校陸上競技大会に走高跳で出場、1m30を跳んで注目されるようになった。
3年生になった1933年（昭和8年）時点では身長150 cm未満、体重36.9 kgの小柄な選手ながら、1m46を記録して相良八重・広橋百合子を抑えて同年の日本女子走高跳十傑の首位に立った。同年秋に日本での大会に招かれたスタニスラワ・ワラシェビッチ（ポーランド）が沼津高女に来校し、陸上競技部40人を指導した。ワラシェビッチは日本の女子選手を「食べ過ぎて走れぬ」と酷評したが、美代子には「まだまだ伸びますよ」と声をかけて励ました。4年生になった1934年（昭和9年）11月の日本女子オリンピックでは80mハードルと走高跳の2冠を達成した。同年の日本女子十傑で、80mハードル（12秒7）で1位、三段跳（11ｍ08）で2位、走高跳（1m45）で3位に入り、織田幹雄から評価された。なお、この年にマークした80mハードルの12秒7は生涯ベストとなった。

### 体専進学とオリンピック（1935-1938）
1935年（昭和10年）4月、好きな運動を続けたいという意向を両親が承諾し、日本女子体育専門学校（体専、現・日本女子体育大学）に進学した。この時、父の東京転勤に伴い家族も上京したが、体専は全寮制であったため、家族とは離れて暮らした。校長の二階堂トクヨは、すでに陸上競技選手として著名になっていた美代子に対しても、他の生徒と同様に厳しくしつけを行い、言葉遣いから上履きの脱ぎ方まで事細かに指導した。第8回明治神宮体育大会で80mハードルと走高跳の2種目で3位入賞を果たしたことで、1936年ベルリンオリンピックの日本代表候補に選ばれた。体専ではほかに先輩の広橋百合子と林月雲が候補に入り、二階堂は候補選手のための「ドイツ部屋」を寄宿舎内に設けて練習に専念できる環境を整えた。美代子は広橋・林といつも3人で行動するようになり、広橋と林の漫才の掛け合いのような会話をおとなしい美代子が笑いながら見守っていた。種目を80mハードル一本に絞って練習に励んだが、スランプに悩まされた。
1936年（昭和11年）5月にオリンピックの最終選考会が開かれ、美代子は0.1秒差で先輩の林を下して優勝し、ベルリンオリンピック日本代表の座を勝ち取った。校長の二階堂は広橋が選手に選ばれなかったことに激怒した一方で、体専から美代子と壷井宇乃子の現役生2人と卒業生の峰島秀が選手に、松澤初穂（卒業生）がコーチ兼トレーナーに選出されたことを喜び、他の体専教師とお金を出し合ってルビーの指輪を激励のために贈った。美代子は試合の時にも練習の時にもこれを付けて勝つために努力を重ねた。
オリンピック出発前の読売新聞による選手紹介では、脚の長さは2尺7寸4分（≒ 83.03 cm）と校医が驚くほど長いが、足袋は9文7分（≒23.3 cm）とそれほど大きくないと書かれている。その後同紙は80mハードルにクラウディア・テストニ（イタリア）、アンニ・シュトイヤー（ドイツ）ら強豪がひしめいており、美代子が入賞するには奇跡を待つほかないと厳しい状況を伝えた。ベルリンでの練習中、二階堂から手紙が届き、そこには体専関係の4人の選手・役員を国宝と讃える一文があった。
1936年（昭和11年）8月5日15時より女子80mハードルの予選が始まり、2組に出場、スタートに失敗して中盤に持ち直したものの、4着でゴールし準決勝への進出を逃した。それでもスタジアムで観戦していた日本人は、体格に恵まれた他国の選手に交じって戦った小柄で可憐な美代子に感動したという。ベルリンオリンピックではワラシェビッチと再会し、一緒に記念写真を撮った。10月2日に鹿島丸で神戸港入りし、翌10月3日に東京へ帰着した。
帰国後は寺尾正・文姉妹以来の小柄な有望選手として1940年東京オリンピックでの活躍が期待され、練習に励んだ。1938年（昭和13年）に体専を卒業するに当たり二階堂校長に呼び出され、1メートルほどある藤娘の日本人形を贈られた。

### 体専卒業後（1938-2007）
1938年（昭和13年）に体専を卒業後、埼玉県立秩父高等女学校（秩父高女、現・埼玉県立秩父高等学校）に就職した。「東京オリンピックに出場するまではお嫁に行かない」という意気込みで練習を続けたが、同年7月15日に東京オリンピックの開催返上が発表され、10月8日に出場予定だった全日本東西対抗陸上競技会を病欠し、選手を現役引退した。秩父高女の職は1年で辞めて家族の元に帰り、芝浦製作所（現・東芝）に事務員として就職した。
終戦後間もなく、織田幹雄が仲人を務めて井上利見と結婚し、2男1女の母となった。子供たちもスポーツ好きになり、野球やテニスで活躍した。美代子は陸上競技との関わりを続け、1980年（昭和55年）に吉岡隆徳の呼びかけで東京マスターズ陸上競技連盟（仮称は東京マスターズ陸上クラブ）が設立されることになると、発起人の1人に名を連ね、正式発足した時に理事に就任した。連盟は陸上競技の第一線を退いた選手が年齢・体力に応じて競技を楽しみ、選手時代の思い出を語り合う組織として設立し、西日本では同種の組織が先行していた。
2007年（平成19年）4月28日、病気のため逝去した。88歳没。

## 人物
三井家の末っ子であった美代子は、家族の愛を一身に浴びていた。玉川奥沢に建てられた三井家の応接間には、自己ベストの12秒7の公認の証である日本陸上競技連盟のメダル、ベルリンオリンピック土産のハーケンクロイツの旗を持った人形など美代子に関するものが多数飾られていた。父の純一は娘のことが掲載された新聞記事や雑誌記事を切り抜いてスクラップブックを作り、後に美代子の宝物となった。また選手生活を支えるために経済援助を続けた。
1935年（昭和10年）にベルリンオリンピックの日本代表候補に選ばれて以降、体専の先輩である広橋百合子・林月雲と行動を共にするようになり、3人で出場を目指した。しかしながら広橋は最終選考で2位になったため選ばれず、林は美代子に敗北して出場を逃す結果となり、後輩の美代子だけがベルリンオリンピックに出場することになった。
選手時代は小柄で可憐と周囲から評価を受けていたが、老年期にはいかにも昔スポーツをやっていたようながっしりとした骨格の元気な高齢者になっていた。

### 選手として
日本陸上競技選手権大会では80mハードルで1934年（昭和9年）・1936年（昭和10年）・1937年（昭和11年）の3度優勝を果たした。
沼津高女時代から、バネの強い選手と目されていた。織田幹雄は、沼津高女時代の美代子について体が柔軟で脚のバネが強くフォームも洗練されているので、踏み切り練習をすればもっと記録が伸びると評価した。なお織田は、美代子の結婚に際して仲人を務めている。
脚の長さは2尺7寸4分（≒ 83.03 cm）で体専の校医は長さに驚いたという。脚をケアするために、脚を冷やさないようにズボンをはき、過労の時は枕を当てていると読売新聞に語った。この時取材に二階堂が割って入り、「日本の女子は脚に身が入ると駄目だが、三井はまだ入っていないからグングン伸びる」と熱弁した。オリンピック出場前はライバルとして田中久子・林月雲の名を挙げて国際経験のなさを露呈する形となったが、出場後はトレビゾンダ・ヴァッラ（イタリア）が11秒7で自身の記録と1秒の差があると述べ、「わずか1秒」を縮めるのが大変だと語るようになった。
スタートダッシュを苦手とし、ベルリンオリンピック本番でもスタートに失敗して予選で敗退した。本人は走高跳からハードルに転向したせいか、走るのが下手だと認識しており、東京オリンピックに向けてスタートダッシュの練習を重ねていた。しかし東京オリンピックは開催されず、開催予定だった1940年（昭和15年）よりも早い1938年（昭和13年）に選手を引退した。一方、ハードルを越える所作は「美しい波を描き当代随一」と讃えられるほど得意としていた。